# Malaya Command
Il Malaya Command era un comando del Commonwealth britannico istituito negli anni '20 per coordinare la difesa della Malaysia e di Singapore.

## Storia
Con lo scoppio della seconda guerra mondiale, le unità regolari britanniche furono principalmente assorbite dalle operazioni in Europa e nel Mar Mediterraneo, mentre ad alimentare i comandi periferici dell'Impero britannico furono destinate per lo più le truppe dei Dominion e delle colonie. Nel caso del Malayan Command, il grosso dei reparti proveniva dal British-Indian Army, l'esercito coloniale anglo-indiano.

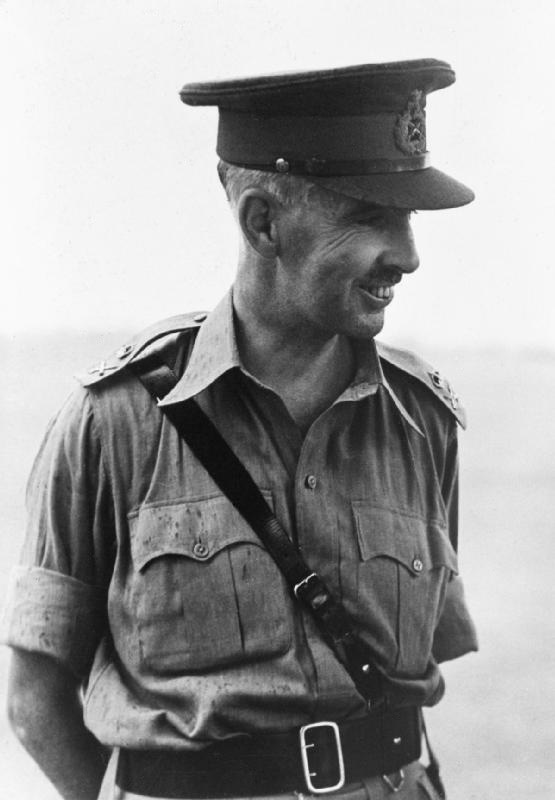
Il tenente generale Arthur Percival, a capo del Malaya Command nel 1941-1942

Il 18 novembre 1940 il Comando fu posto alle dipendenze del British Far East Command, responsabile di tutte le forze del Commonwealth in Estremo Oriente. Più tardi, il 7 gennaio 1942, nel pieno dell'offensiva giapponese, il Malaya Command confluì alle dipendenze del ABDACOM (American-British-Dutch-Australian Command), responsabile di tutte le operazioni degli Alleati nel sud-est asiatico.
Al momento dell'attacco giapponese alla Malesia, comandante del Malaya Command era il Generale Arthur Ernest Percival.
Il Malaya Command venne sciolto il 15 febbraio 1942, in seguito alla caduta di Singapore nelle mani dell'Impero Giapponese.
Ricostituito nel 1945 con il ritorno della sovranità britannica in Malacca e Singapore, fu definitivamente sciolto il 31 agosto 1957 con l'indipendenza della Malaysia

## Ordine di battaglia delle forze terrestri alleate (8 dicembre 1941)

### III Corpo d'armata indiano
Comandante: Gen. Lewis Heath
- 9ª Divisione fanteria indiana - (Gen. A.E.Barstow)
  - 8ª Brigata fanteria indiana - (Gen. Billy Key)
    - 2° Btg, 10° Baluch Regiment
    - 3° Btg, 17° Dogra Regiment
    - 1° Btg, 13° Frontier Force Rifles
    - 2° Btg, 12° Frontier Force Regiment
    - 21° Mountain Artillery Regiment, Royal Artillery (Artiglieria da montagna)

  - 22ª Brigata fanteria indiana - (Gen.G.W.A. Painter)
    - 5° Btg, 11° Sikh Regiment
    - 2° Btg, 18° Royal Gahrwal Rifles
    - 5° Field Regiment, Royal Artillery (Artiglieria campale)
- 11ª Divisione fanteria indiana - (Gen.D.M.Murray-Lyon)
  - 6ª Brigata fanteria indiana - (Gen.W.O.Lay)
    - 2° Btg, East Surrey Regiment
    - 1° Btg, 8° Punjab Regiment
    - 2° Btg, 16° Punjab Regiment
    - 22° Mountain Artillery Regiment, Royal Artillery

  - 15ª Brigata fanteria indiana - (Gen. K.A.Garrett)
    - 1° Btg, Leicestershire Regiment
    - 2° Btg, 9° Jat Regiment
    - 1°Btg, 14° Punjab Regiment

  - 28ª Brigata fanteria (Gurkha) - (Gen.Carpendale)
    - 2° Btg, 1° Gurkha Rifles
    - 2° Btg, 2° Gurkha Rifles
    - 2° Btg, 9° Ghurka Rifles
- Fortezza di Penang - (Gen. C.A.Lyon)
  -     - 5° Btg, 14° Punjab Regiment
    - 11° Coastal Regiment, Hong Kong and Singapore Royal Artllery (Artiglieria costiera)
    - 3° Btg, Straits Settlements Volunteer Force (Un corpo composto da volontari locali)
    - 2° Anti-Aicraft Regiment, Indian Artillery (Artiglieria contraerei)
- Unità di riserva
  -     - 3° Btg, 16° Punjab Regiment
    - 5° Btg, 14° Punjab Regiment
    - 1° Btg, Mysore Infantry
    - 1° Btg, Bahawalpur Infantry
    - 1° Btg, Hyederbad Regiment
    - NB (Questi ultimi tre facenti parte del Indian State Force, una forza armata interamente costituita da personale indiano, a differenza del Brish-Indian Army, delle cui unità facevano parte anche, come si è visto, reparti britannici.)

### Australia Imperial Force
(Forza armata australiana costituita per combattere nella 2ª guerra mondiale)
Comandante: Gen. Gordon Bennett
- 8ª Divisione fanteria australiana
  - 22ª Brigata fanteria australiana - (Gen Taylor)
    - 2/18° Australian Infantry Battalion
    - 2/19° Australian Infantry Battalion
    - 2/20° Australian Infantry Battalion

  - 27ª Brigata fanteria australiana - (Gen. D.S.Maxwell)
    - 2/26° Australian Infantry Battalion
    - 2/29° Australian Infantry Battalion
    - 2/30° Australian Infantry Battalion

### Fortezza di Singapore
Comandante: Gen F.K.Simmons
- 1ª Brigata fanteria malese - (Gen. Williams)
  - 2° Btg, Loyal Regiment (North Lancashire)
  - 1° Btg, Malay Regiment (Fanteria regolare malese)
  - 2° Btg, Malay Regiment
- 2ª Brigata fanteria malese - (Gen. Fraser)
  - 1° Btg, Manchester Regiment)
  - 2° Btg, Gordon Highlanders
  - 2° Btg, 17° Dogra Regiment
- Brigata della Straits Settlement Volunteer Force - (Gen. Grimwood)
  - 1º, 2º , 4º Btg. Straits Settlement Volunteer Force
  - Compagnia autoblindo, Straits Settlement Volunteer Force
- Brigata del genio - (Gen.Simson)
  - 30ª, 34ª, 35ª, 41ª Compagnia di fortezza, Royal Engineers
- Brigata artiglieria - (Gen.Wildey)
  - 1º Reggimento Indiano, Hong Kong and Singapore Royal Artillery
  - 1a, 2a 3ª Batteria antiaerea, Hong Kong and Singapore Royal Artillery
  - 3º, 35º Reggimento antiaereo, Royal Artillery
  - 7°, 9° Coastal Regiment, Royal Artillery
  - 16° Defense Regiment, Royal Artillery

### Riserva del Malaya Command
Comandante: Gen. A.C.M. Paris
- 12ª Brigata fanteria indiana
  - 5° Btg, 2° Punjab Regiment
  - 4° Btg, 19° Hyderabad Regiment
  - 2° Btg, Argyll and Sutherland Highlanders

### Guarnigione di Sarawak (SARFOR)
Comandante: Gen. C.M.Lane
- SARFOR
  - 2° Btg, 15° Punjab Regiment
  - Sarawak Coastal Marine Service
  - Sarawak Volunteer Corps
  - Sarawak Rangers
  - Sarawak Armed Police
  - 35ª Compagnia da fortezza, Royal Engineers
  - una batteria del Hong Kong and Singapore Royal Artillery

### Guarnigione dell'Isola di Natale
- -     - una batteria da 6 pollici del Hong Kong and Singapore Royal Artillery